# Vromonas
Vromonas (in greco Βρομώνας?) è un'isola disabitata della Grecia situata nel Mar Ionio. Fa parte dell'arcipelago delle Echinadi. Da un punto di vista amministrativo appartiene al comune di Itaca.
Insieme alle isole di Meganisi, Arkoudi e Atokos fa parte del Sito di interesse comunitario Esoteriko Archipelagos Ioniou (Meganisi, Arkoudi, Atokos, Vromonas) (GR2220003)